# Сарсинати
Сарсинатите (Sarsinates; sassinaten; Σαρσινάτοι) са древно племе от Северна Умбрия около Сасина или Сарсина (днес Сарсина) на 35 км северно от Чезена.
През 266 пр.н.е. те са подчинени от Римската република чрез консулите Децим Юний Пера и Нумерий Фабий Пиктор.
От Сасина произлиза Тит Маций Плавт (* 254 пр.н.е.; † 184 пр.н.е. в Рим), един от първите поети на комедии в Древен Рим.